# Нидрле, Томаш
Томаш Нидрле (чеш. Tomáš Nýdrle, 10 октября 1988, Чехия) — чешский стрелок, выступающий в дисциплине скит стендовой стрельбы. Серебряный призёр Европейских игр 2019 года в Минске. Чемпион мира 2019 года.

## Карьера
Томаш Нидрле представляет Чехию на международных соревнованиях по стрельбе с 2002 года. В 2013 году он стал чемпионом Универсиады в Казани. Самым успешным годом в карьере Нидрле стал 2019-й. Он стал чемпионом мира и серебряным призёром Европейских игр в личном зачёте, а также выиграл золото чемпионата Европы в команде.